# Лобачевский (хутор)
Лобачевский — хутор в Нехаевском районе Волгоградской области России, в составе Верхнереченского сельского поселения.
Население — 123 (2010).

## История
Хутор Лобачев обозначен на карте Шуберта 1826-1840 годов.
Хутор входил в юрт станицы Провоторовской Хопёрского округа Области Войска Донского. Согласно переписи 1873 года на хуторе проживали 298 мужчин и 335 женщин, в хозяйствах жителей насчитывалось 231 лошадь, 178 пар волов, 505 голов прочего рогатого скота и 1626 овец. Согласно переписи населения 1897 года на хуторе проживали уже 483 мужчины и 550 женщин. Большинство населения было неграмотным: грамотных мужчин — 149 (30,1 %), женщин — 16 (2,9 %).
Согласно алфавитному списку населённых мест Области Войска Донского 1915 года хутор выделенного надела не имел, на хуторе проживало 624 мужчины и 592 женщины, на хуторе имелись хуторское правление, церковь и школа.
С 1928 года хутор в составе Нехаевского района Нижневолжского края (впоследствии — Сталинградского края, Сталинградской области, Балашовской области, Волгоградской области). До 1961 года хутор относился к Лобачевскому сельсовету. В 1961 году в связи с упразднением Лобачевского сельсовета включён в состав Верхнереченского сельсовета.

## География
Хутор расположен на реке Тишанке (правый приток Хопра), в пределах Калачской возвышенности, относящейся к Восточно-Европейской равнине, на высоте около 100 метров над уровнем моря. В районе хутора река Тишанка протекает в глубокой долине, склоны которой изрезаны балками и оврагами. В окрестностях хутора сохранились байрачные леса. Почвы — чернозёмы обыкновенные
На западе граничит с хутором Авраамовский. 
Географическое положение
По автомобильным дорогам расстояние до районного центра станицы Нехаевской — 9 км, до областного центра города Волгограда — 370 км, до ближайшего города Калач Воронежской области — 67 км
Часовой пояс
Лобачевский, как и вся Волгоградская область, находится в часовой зоне МСК (московское время). Смещение применяемого времени относительно UTC составляет +3:00.

## Население
Динамика численности населения по годам:
| 1873 | 1897 | 1915 | 1989 | 2002 |
| ---- | ---- | ---- | ---- | ---- |
| 633  | 1033 | 1216 | ≈350 | 178  |

| 2010 |
| ---- |
| 123  |